# Baguley
Baguley är en ort i distriktet Manchester, i grevskapet Greater Manchester, i England. Denna ward hade 16 064 invånare år 2021. Baguley var en civil parish från 1866 till 1931 då den blev en del av Manchester. Denna civil parish hade 1 325 invånare år 1921. Byn nämndes i Domedagsboken (Domesday Book) år 1086, och kallades då Bagelei.